# Aegocera geometrica
Aegocera geometrica är en fjärilsart som beskrevs av George Francis Hampson 1910. Aegocera geometrica ingår i släktet Aegocera och familjen nattflyn. Inga underarter finns listade i Catalogue of Life.